# Johann Georg Beer (Baumeister)
Johann Georg Beer (* 30. März 1701 in Babenhausen; † 7. Juli 1781 in Babenhausen) war ein deutscher Architekt und Baumeister.

## Leben und Wirken

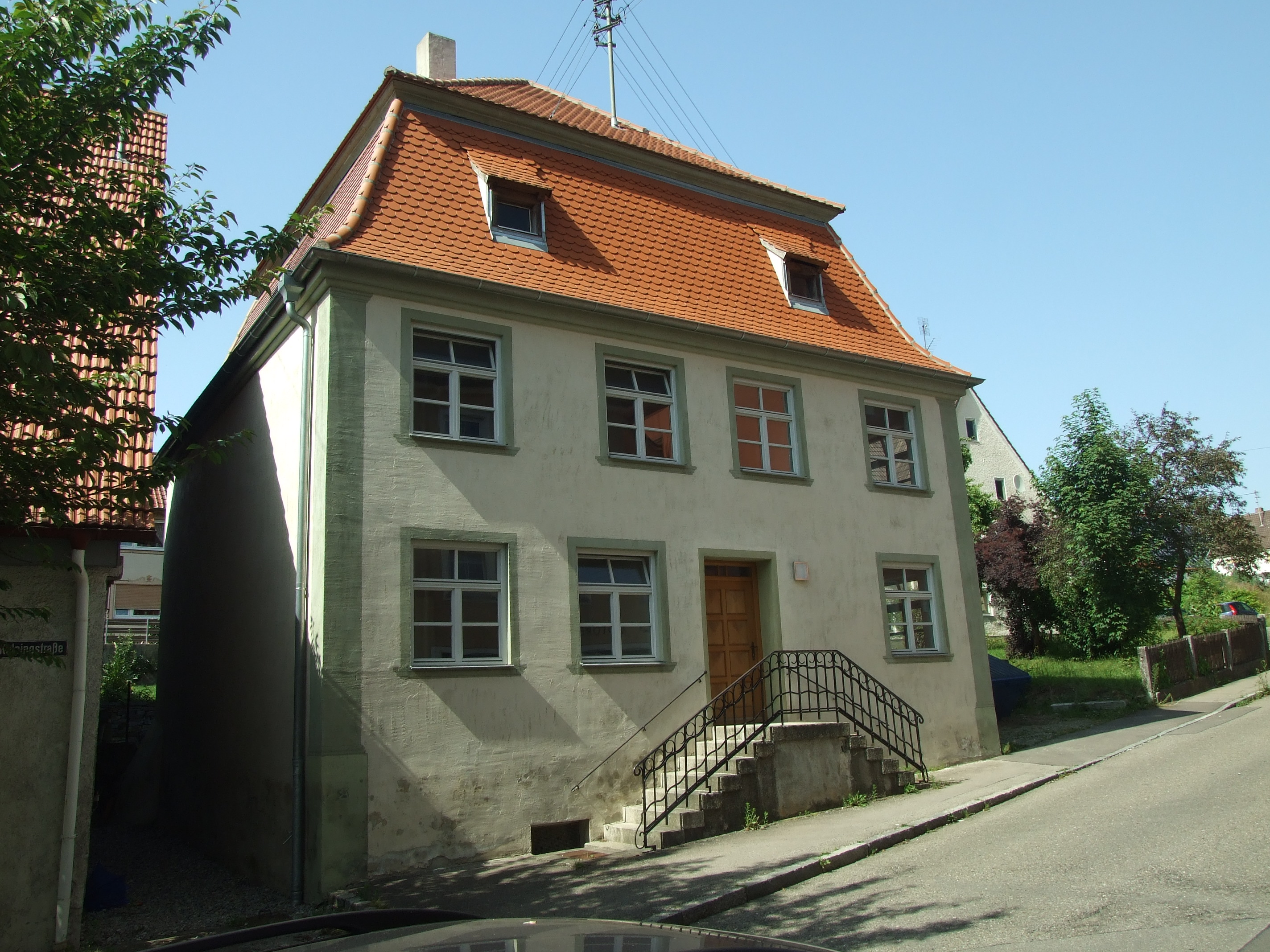
Benefiziatenhaus

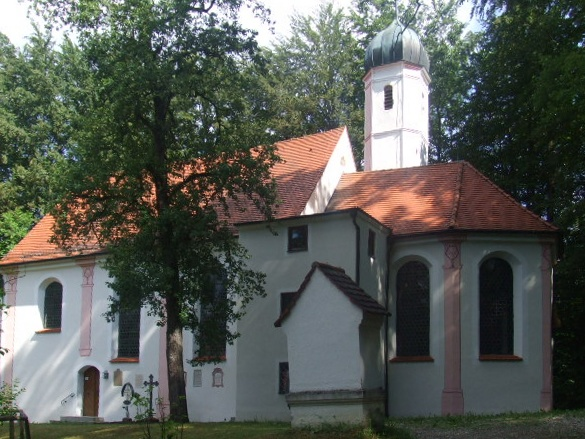
Wallfahrtskirche Matzenhofen

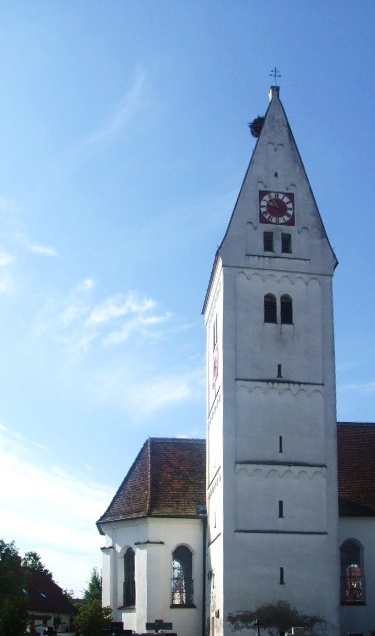
Pfarrkirche Unterroth

Johann Georg Beer war der Sohn des Maurers Caspar Beer und Catharina Möst. Er absolvierte eine Lehre als Maurer und war später als Baumeister und Architekt tätig.
Am 18. Januar 1724 heiratete er Maria Anna Ayrstock, mit der er zwei Söhne (Rupert, * 1726, Joseph Anton, * 1741) und fünf Töchter (Maria Catharina, * 1728, Maria Ursula, * 1731, Maria Franziska, * 1732, Maria Ursula, * 1737, Maria, * 1739) hatte. Nach dem Tod seiner Frau heiratete er am 9. Juli 1753 die Witwe Magdalene Brather.
Sein Sohn Rupert war ebenfalls Baumeister und Stuckateur, er schuf unter anderem 1761 die Kirche St. Laurentius und Vitus in Weinried.

## Werke
Zu seinen Bauten gehören:
- 1748: Benefiziatenhaus in Babenhausen für Dekan Georg Balthasar Thanner[1]
- 1748/1749: Wallfahrtskirche Matzenhofen[2]
- 1751: mit Norbert Beer Neubau der Pfarrkirche Unterroth[2]